# FlightSimWeekend

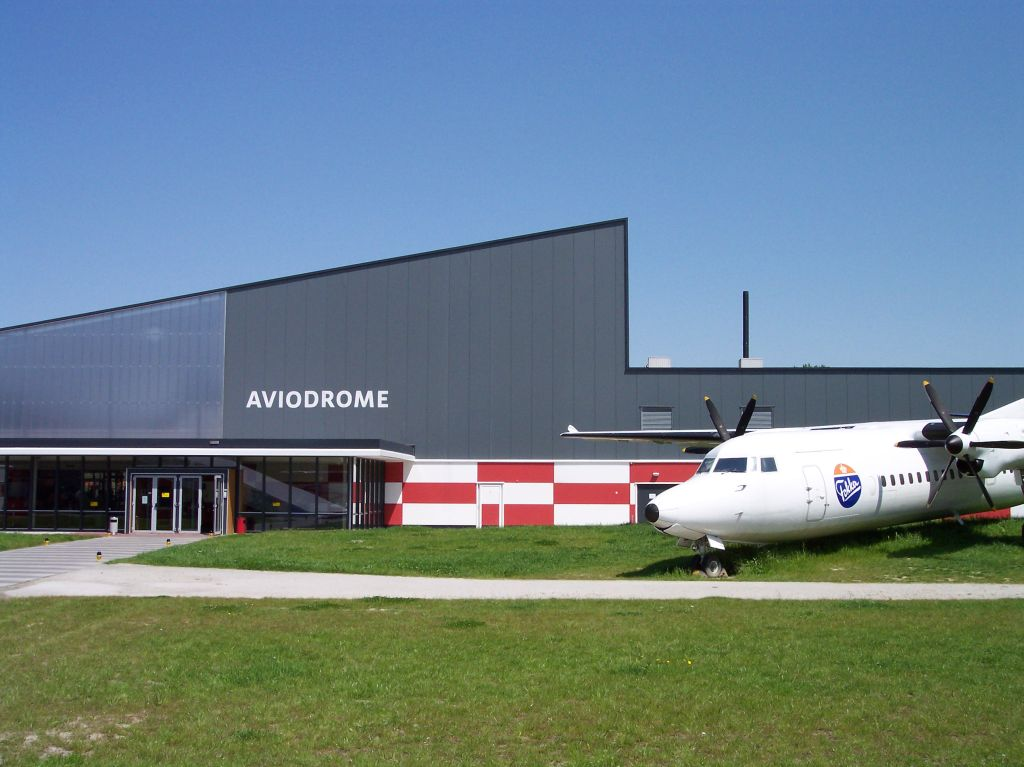
Ingang van het Aviodrome in Lelystad.

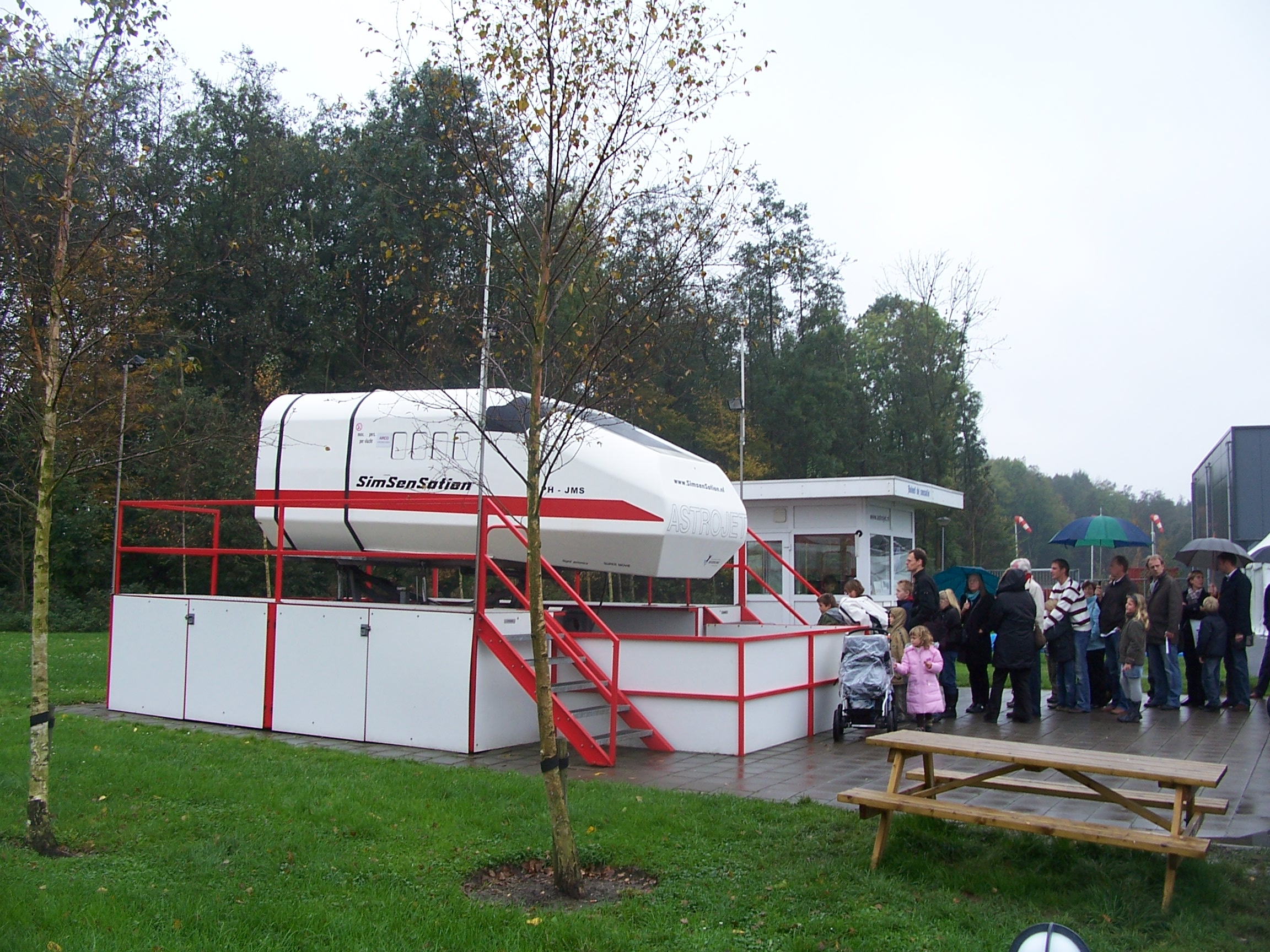
Aviodrome Lelystad - simulator - 2008 - panoramio

Het FlightSimWeekend (FSWeekend) is een tweedaags flight simulator-evenement dat sinds 2004 jaarlijks plaatsvindt in het Luchtvaartmuseum Aviodrome op Lelystad Airport. Sinds 2024 wordt het FlightSimWeekend georganiseerd in midden maart. Het eerste eendaagse evenement werd gehouden op 4 oktober 1998 op de toenmalige locatie van de Luchtvaartmuseum Aviodome op Schiphol.

## FlightSimWeekend 1999-2019
De oorsprong van het evenement komt voort uit een aantal Amsterdamse liefhebbers van de Atari ST die in de jaren 80 kennis maakten met de game Flight Simulator. De liefhebbers organiseerden zich onder de naam FsFan. Zij kwamen samen, namen hun eigen Atari's mee en voerden in een standalone setting zelfgemaakte virtuele vluchtplannen uit.
Vervolgens ontstond begin jaren 90 het idee voor een bbs. Hierdoor konden ook andere liefhebbers, ook uit het buitenland, informatie met elkaar uitwisselen. In die tijd ontstonden er ook in binnen- en buitenland andere FsFan groepen die met elkaar vliegwedstrijden organiseerden. De diverse groepen FsFans organiseerden vervolgens Interstate Races die in het vliegtuigmuseum Aviodome op Schiphol plaatsvonden en waar ook publiek deze kon volgen. Vanuit deze races in het Aviodome ontstond het plan van de vriendenkring van het Aviodome en diverse clubs om een flightsimulatordag te organiseren voor geïnteresseerden en flightsim-enthousiastelingen. De eerste flightsimsimulatordag in de Aviodome was op 4 oktober 1998. Vanwege de belangstelling werd in 1999 een nieuw tweedaags FlightSimWeekend evenement gepland. Omdat het als onderdeel van de landelijke "Week van de Wetenschap en Techniek" was aangemeld werd het zelfs gesubsidieerd.
Nadat luchthaven Schiphol plannen bekend maakte voor uitbreidingen en de ruimte van het Aviodome hiervoor nodig had werd besloten om in Lelystad een nieuw Aviodrome te bouwen. In 2002 werd het laatste FlightSimWeekend in het Aviodome te Schiphol gehouden. In 2003 werd het nieuwe themapark Aviodrome geopend in Lelystad. Het FlightSimWeekend verhuisde mee en sinds 2004 vindt het evenement plaats op deze nieuwe locatie, meestal in het eerste weekend van november.

## FlightSimWeekend 2020-heden
Het FlightSimWeekend van 2020 en 2021 werden geannuleerd vanwege de coronapandemie. Na grote belangstelling voor de editie van november 2022, met zo'n 3000 bezoekers, werd om logistieke redenen besloten om FlightSimWeekend te verplaatsen van november naar maart. De editie die oorspronkelijk zou plaatsvinden in november 2023 werd daarom doorgeschoven naar 16 en 17 maart 2024, en was met meer dan 4700 bezoekers de best bezochte editie sinds het ontstaan van het evenement. De volgende editie staat gepland voor 15 en 16 maart 2025.

## Het evenement
Tijdens het evenement is het mogelijk om bij verschillende stands kennis te maken met flight simulation. Zo zijn er cockpitbouwers, virtuele luchtvaartmaatschappijen en verschillende aanbieders van de nieuwste hardware en software op het gebied van flight simulation. Daarnaast zijn er diverse mogelijkheden om plaats te nemen in een aantal vliegsimulators gebaseerd op zowel civiele en militaire vliegtuigen zoals een Cessna, Boeing, Airbus of straaljager.

## Overzicht edities
| #  | Jaar | Datum             | Locatie                             | Notitie                                  |
| -- | ---- | ----------------- | ----------------------------------- | ---------------------------------------- |
| 1  | 1998 | 4 oktober         | Luchtvaartmuseum Aviodome Schiphol  | Eerste editie FlightSimWeekend Aviodome  |
| 2  | 1999 | 16 & 17 oktober   | Luchtvaartmuseum Aviodome Schiphol  |                                          |
| 3  | 2000 | 30 sept. & 1 okt. | Luchtvaartmuseum Aviodome Schiphol  |                                          |
| 4  | 2001 | 28 & 29 april     | Luchtvaartmuseum Aviodome Schiphol  |                                          |
| 5  | 2001 | 13 & 14 oktober   | Luchtvaartmuseum Aviodome Schiphol  |                                          |
| 6  | 2002 | 27 & 28 april     | Luchtvaartmuseum Aviodome Schiphol  |                                          |
| 7  | 2002 | 5 & 6 oktober     | Luchtvaartmuseum Aviodome Schiphol  | Laatste editie FlightSimWeekend Aviodome |
| -  | 2003 | -                 | -                                   | Geen editie i.v.m. sluiting Aviodome     |
| 1  | 2004 | 16 & 17 oktober   | Luchtvaartmuseum Aviodrome Lelystad | Eerste editie FlightSimWeekend Aviodrome |
| 2  | 2005 | 16 & 17 april     | Luchtvaartmuseum Aviodrome Lelystad |                                          |
| 3  | 2005 | 5 & 6 november    | Luchtvaartmuseum Aviodrome Lelystad |                                          |
| 4  | 2006 | 4 & 5 november    | Luchtvaartmuseum Aviodrome Lelystad |                                          |
| 5  | 2007 | 3 & 4 november    | Luchtvaartmuseum Aviodrome Lelystad |                                          |
| 6  | 2008 | 1 & 2 november    | Luchtvaartmuseum Aviodrome Lelystad |                                          |
| 7  | 2009 | 7 & 8 november    | Luchtvaartmuseum Aviodrome Lelystad |                                          |
| 8  | 2010 | 6 & 7 november    | Luchtvaartmuseum Aviodrome Lelystad |                                          |
| 9  | 2011 | 5 & 6 november    | Luchtvaartmuseum Aviodrome Lelystad |                                          |
| 10 | 2012 | 3 & 4 november    | Luchtvaartmuseum Aviodrome Lelystad |                                          |
| 11 | 2013 | 2 & 3 november    | Luchtvaartmuseum Aviodrome Lelystad |                                          |
| 12 | 2014 | 1 & 2 november    | Luchtvaartmuseum Aviodrome Lelystad |                                          |
| 13 | 2015 | 7 & 8 november    | Luchtvaartmuseum Aviodrome Lelystad |                                          |
| 14 | 2016 | 5 & 6 november    | Luchtvaartmuseum Aviodrome Lelystad |                                          |
| 15 | 2017 | 4 & 5 november    | Luchtvaartmuseum Aviodrome Lelystad |                                          |
| 16 | 2018 | 3 & 4 november    | Luchtvaartmuseum Aviodrome Lelystad |                                          |
| 17 | 2019 | 2 & 3 november    | Luchtvaartmuseum Aviodrome Lelystad |                                          |
| -  | 2020 | -                 | -                                   | Geen editie i.v.m. coronapandemie        |
| -  | 2021 |                   | -                                   | Geen editie i.v.m. coronapandemie        |
| 18 | 2022 | 5 & 6 november    | Luchtvaartmuseum Aviodrome Lelystad |                                          |
| -  | 2023 | -                 | -                                   | Doorgeschoven naar maart 2024            |
| 19 | 2024 | 16 & 17 maart     | Luchtvaartmuseum Aviodrome Lelystad |                                          |
| 20 | 2025 | 15 & 16 maart     | Luchtvaartmuseum Aviodrome Lelystad |                                          |